# ترکستان

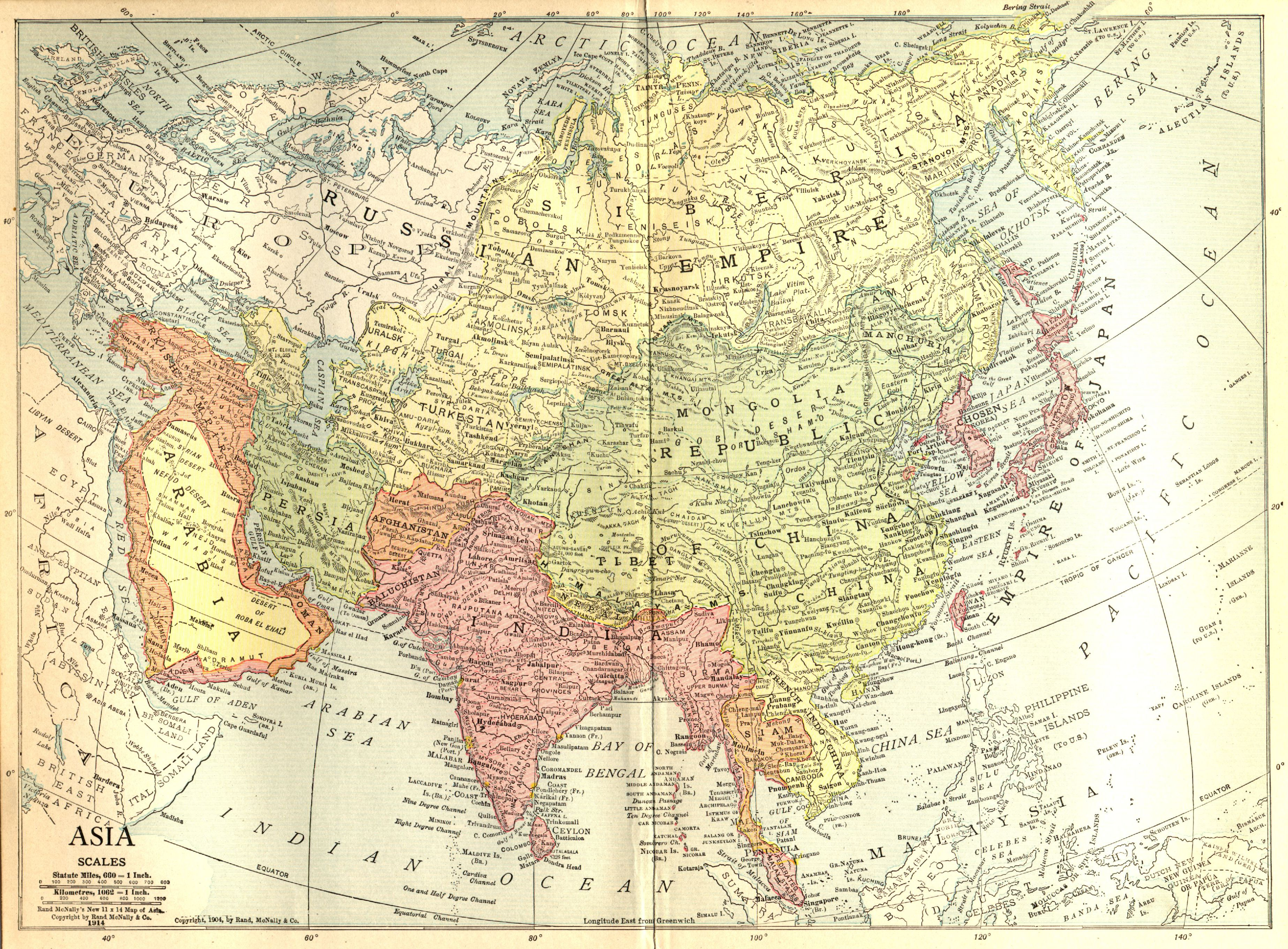
منطقه ترکستان در نقشه‌ای مربوط به سال ۱۹۱۴ میلادی

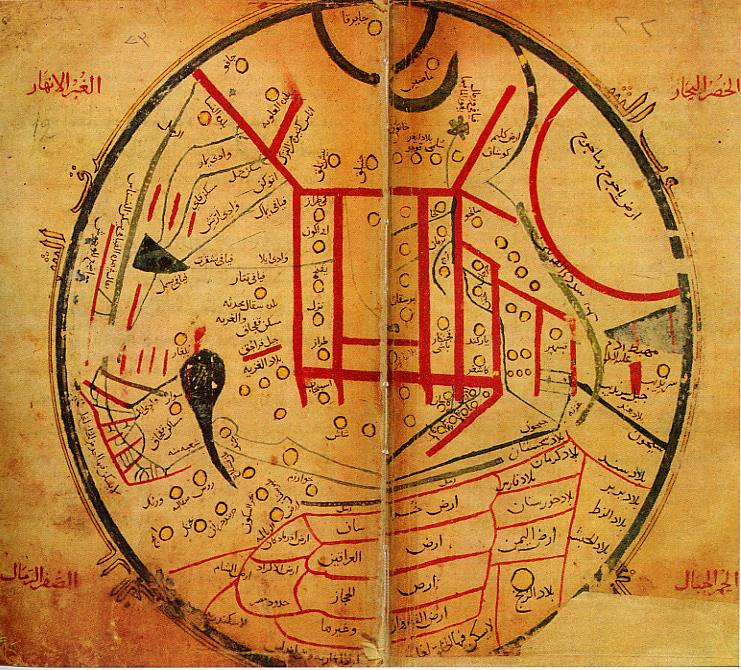
نقشه محمود کاشغری از دیوان لغات ترک در قرن یازدهم میلادی قبایل ترک در آسیای میانه را نشان می‌دهد.

تُرکِستان به معنی سرزمین ترکان، لفظی پارسی است که هیچ‌گاه به یک منطقه واحد گفته نشده‌است. این نام اولین بار توسط جغرافی‌دانان پارسی‌زبان برای اشاره به منطقه زندگی تُرک‌ها استفاده شده‌است پس از تضعیف ایران در پی شکست‌های پیاپی از امپراتوری روسیه در سال ۱۸۶۰ روسیه برای تحت تسلط درآوردن کل آسیای میانه از نفوذ ایران و رفتن به سمت جنوب اقدام به تصرف شهر ترکستان (واقع در قزاقستان امروزی) نمود و به اشتباه نام این شهر را برای کل منطقه جدیدی که تحت تصرف درآورده بود گذاشت.

## محدوده
ترکستان امروزه منطقه‌ای از آسیای میانه است که شامل ایالت خودمختار سین‌کیانگ چین، قرقیزستان، ازبکستان، قزاقستان، ترکمنستان و شمال افغانستان فعلی می‌شود.
این منطقه سرزمین اصلی ایل‌های ترک است که از آنجا به طرف غرب تا منطقه بالکان در اروپا، ایران در جنوب و شمال دریای خزر مهاجرت کرده‌اند.
این نام اصولاً به سرزمینی گفته می‌شد که مسکن اصلی قوم ترک در آنجا بود و تقریباً ایالت سین کیانک یا ترکستان چین کنونی است ولی بر اثر مهاجرت مستمر این قوم به طرف شرق و غرب، رفته‌رفته قسمت اعظم آسیای مرکزی نام ترکستان به خود گرفت چنان‌که دامنه‌های جبال تیانشان و دره‌های علیای جیحون و سیحون یعنی حوضه دریاچه‌های بالخاش و قره گول و ایسی گول و دره وانهار ایلی و چوو قزلسو که در عهد باستان توران می‌گفتند، بتدریج ترکستان نامیده شده و هم‌اکنون ترکستان غربی نام دارد.
ایالت خودمختار سین‌کیانگ در چین، ترکستان شرقی نیز نامیده می‌شود.

## ترکستان شرقی
ترکستان شرقی: سرزمین وسیعی است که ایالت سین کیانگ در شمال‌غرب چین را تشکیل می‌دهد به اندازه خاک ایران وسعت دارد. سلسلهٔ جبال تیانشان، این ناحیه را دو قسمت کرده‌است و رود تاریم از آن می‌گذرد. شهرهای معروف آن ارومچی، کاشغر و یارکند، ختن، کوچا، تورفان، ینگی سار، آق سو و مارالبشی است. مسلمانان این ناحیه را به اسم کاشغر و ختن می‌شناسند.

## ترکستان غربی
ترکستان غربی یا ترکستان روس منطقهٔ پهناوری است که قسمت اعظم آن در قدیم به‌نام سرزمین تور، توران و خوارزم معروف بود که امروز بین افغانستان و شمال شرقی ایران و قزاقستان و ترکستان شرقی و مغولستان قرار دارد و جمهوری‌های ترکمنستان و ازبکستان در این ناحیه است. رود سیحون و جیحون در آن جاری است و در حقیقت می‌توان آن را حوضه دریاچهٔ ارال و دو رود یاد شده دانست. قسمت شمال غربی این سرزمین را پیش از مغول، ترکستان و قسمت جنوب شرقی آن را فرغانه می‌نامیدند.
این منطقه خود به دو منطقه ترکستان جوزجان یا ترکستان جنوبی و ترکستان خوارزم یا ترکستان شمالی تقسیم می‌شود.

## ترکستان جنوبی
ترکستان جنوبی یا ترکستان جوزجان (که به صورت ترکستان گوزگان، ترکستان گوزگانان و ترکستان جوزجانان نیز به کار می‌رفته‌است) در منطقه شمال افغانستان، جنوب رود جیحون و در غرب سرزمین بلخ قرار داشته‌است. ترکستان افغانستان یعنی ولایت‌های جوزجان، سرپل و فاریاب بخشی از این منطقه محسوب می‌شوند.

## ترکستان شمالی
ترکستان شمالی یا ترکستان خوارزم شامل مناطقی از ماوراءالنهر و خوارزم می‌شده‌است که هم‌اکنون در کشورهای ازبکستان و قرقیزستان و قزاقستان و… قرار گرفته‌است. این منطقه در شمال رود جیحون، شرق دریاچه خزر و جنوب دریاچه آرال واقع شده‌است.